# Rudolf Schlechter
Friedrich Richard Rudolf Schlechter (Berlino, 16 ottobre 1872 – 15 novembre 1925) è stato un botanico tedesco, autore di numerosi studi sulle Orchidaceae.
Nel corso della sua carriera ha compiuto studi sulla flora di Sudafrica, Mozambico, Madagascar, isole Mascarene, Indonesia, Nuova Guinea, Sud America, Centro America e Australia descrivendo o sottoponendo a revisione i seguenti generi di Orchidaceae:
- Holothrix
- Disa
- Platystele
- Ascocentrum
- Domingoa
- Neocogniauxia
- Cyrtorchis
- Diaphananthe
- Jumellea
- Tridactyle
- Oeoniella
- Rossioglossum
- Acineta
- Angraecum
- Barbosiella
- Bolusiella
- Chamaeangis
- Symphyglossum
- Jacquiniella
- Porroglossum
- Schizochilus
- Brachycorythis
- Otoglossum
- Neobathiea
- Sobennikoffia
- Sophronitella
- Physoceras

I seguenti generi sono stati nominati in suo nome:
- Schlechteranthus Schwantes (Asclepiadoideae)
- Schlechterella K.Schum. (Asclepiadoideae)
- Schlechteria Bolus ex Schltr. (Brassicaceae)
- Schlechterina Harms (Passifloraceae)
- Schlechterosciadium H.Wolff (Passifloraceae)

## Opere
- "Die Orchidaceen von deutsch Neu Guinea". Feddes Repert. (1911)
- "Die Orchideen". Edition P. Paray, Berlin (1914)
- "Orchideen, ihre beschreibung, kultur und züchtung; handbuch für orchideenliebhaber, züchter und botaniker", (1915)
- "Versuch einer natürlichen Neuordnung der afrikanschen angraekoiden Orchidaceen", Beih. Bot. Centralbl. (1918)
- "Orchideologiae Sino-Japonicae prodromus. Eine kritische besprechung der orchideen Ost-Asiens", (1919)
- "Orchideenfloren träge der südamerikanischen kordillerenstaaten". (1919)
- "The Orchidaceae Of German New Guinea". (1919)
- Beitrage zur Orchideenkunde von Zentralamerika II. Additamenta ad Orchideologiam Costaricesem. Fedde's Repertorium Beihefte 19: 1-307 (1923)
- Beitrage zur Orchideenkunde von Colombia. Fedde's Repertorium Beihefte 27: 1-183. (1924)
- Orchidaceae Perrierianae. Ein Beitrage zur Orchideenkunde der Insel Madagaskar. Fedde's Repertorium Beihefte 33: 1-391. (1925)
- Die Orchideenflora von Rio Grande do Sul. Fedde's Repertorium Beihefte 35: 1-108 (1925)
- Monographie der Gattungen Masdevallia Ruiz et Pavon, Pseudoctomeria Kraenzl. Fedde's Repertorium 34: 1-240. (1925)
- Beitrage zur Orchideenkunde von Zentralamerika I. Orchidaceae Powellianae Panamenses. Fedde's Repertorium Beihefte 17: 1-95. (1926)